# Hyparrhenia hirta
Hyparrhenia hirta là một loài thực vật có hoa trong họ Hòa thảo. Loài này được (L.) Stapf mô tả khoa học đầu tiên năm 1918.

## Hình ảnh

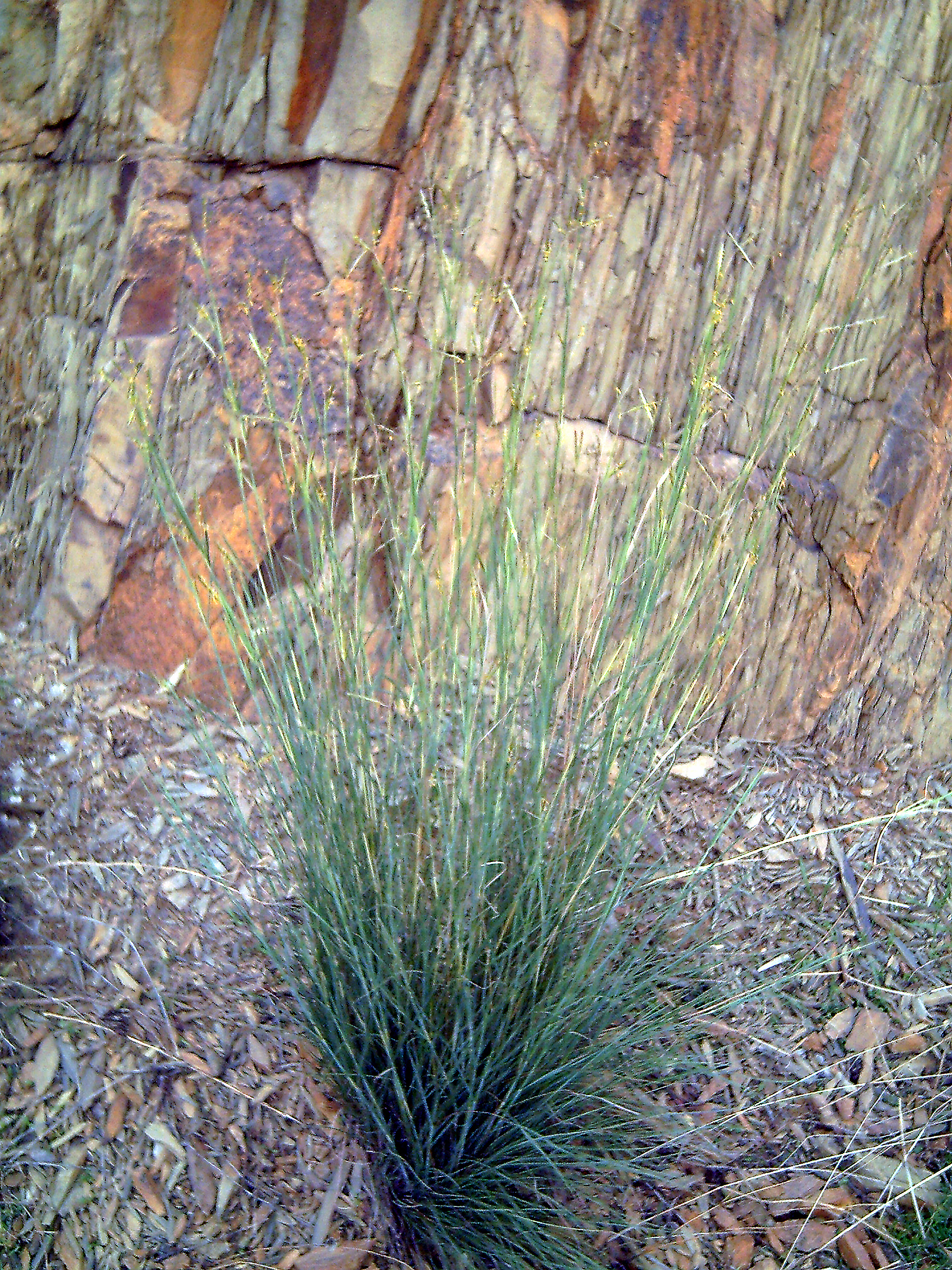
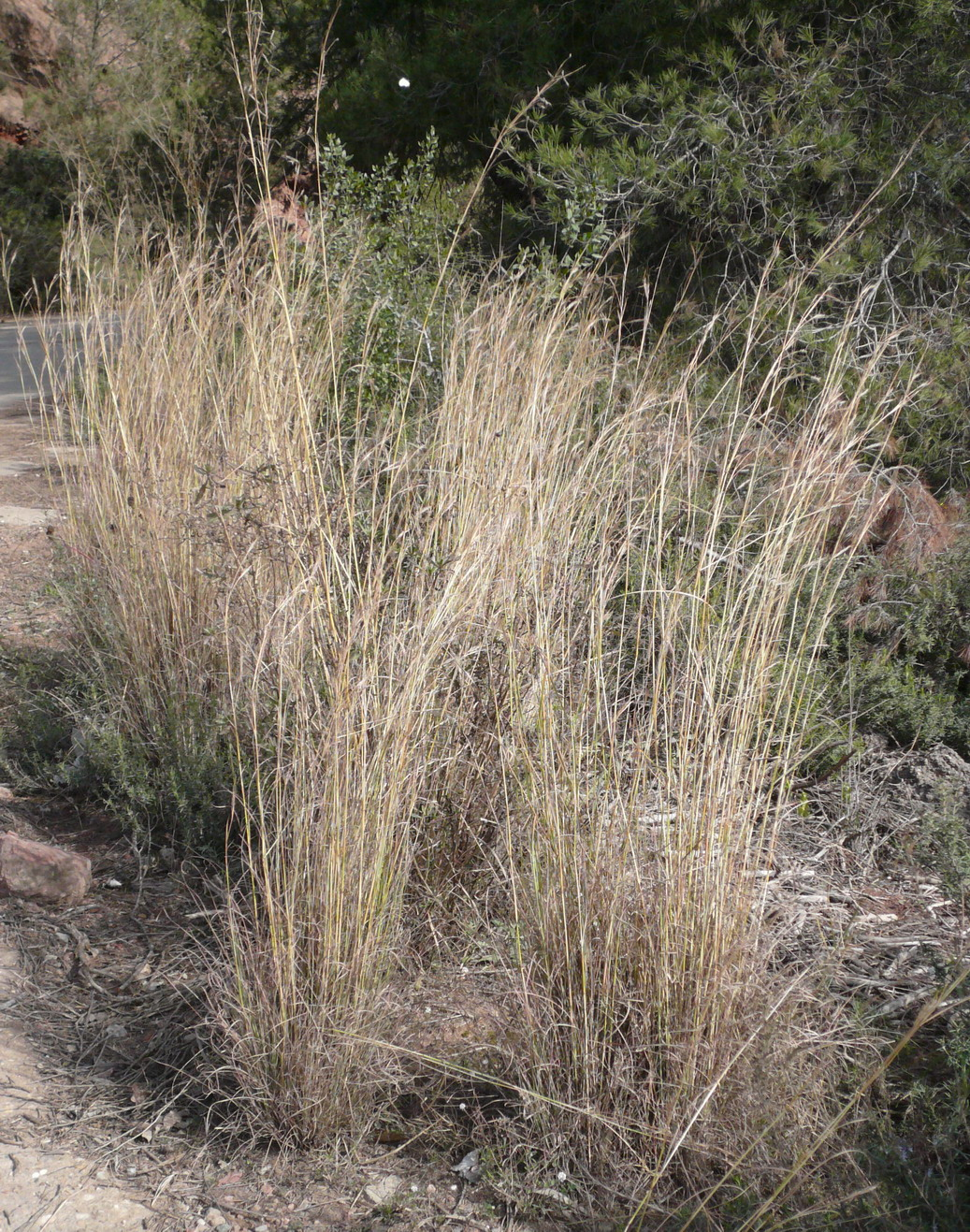
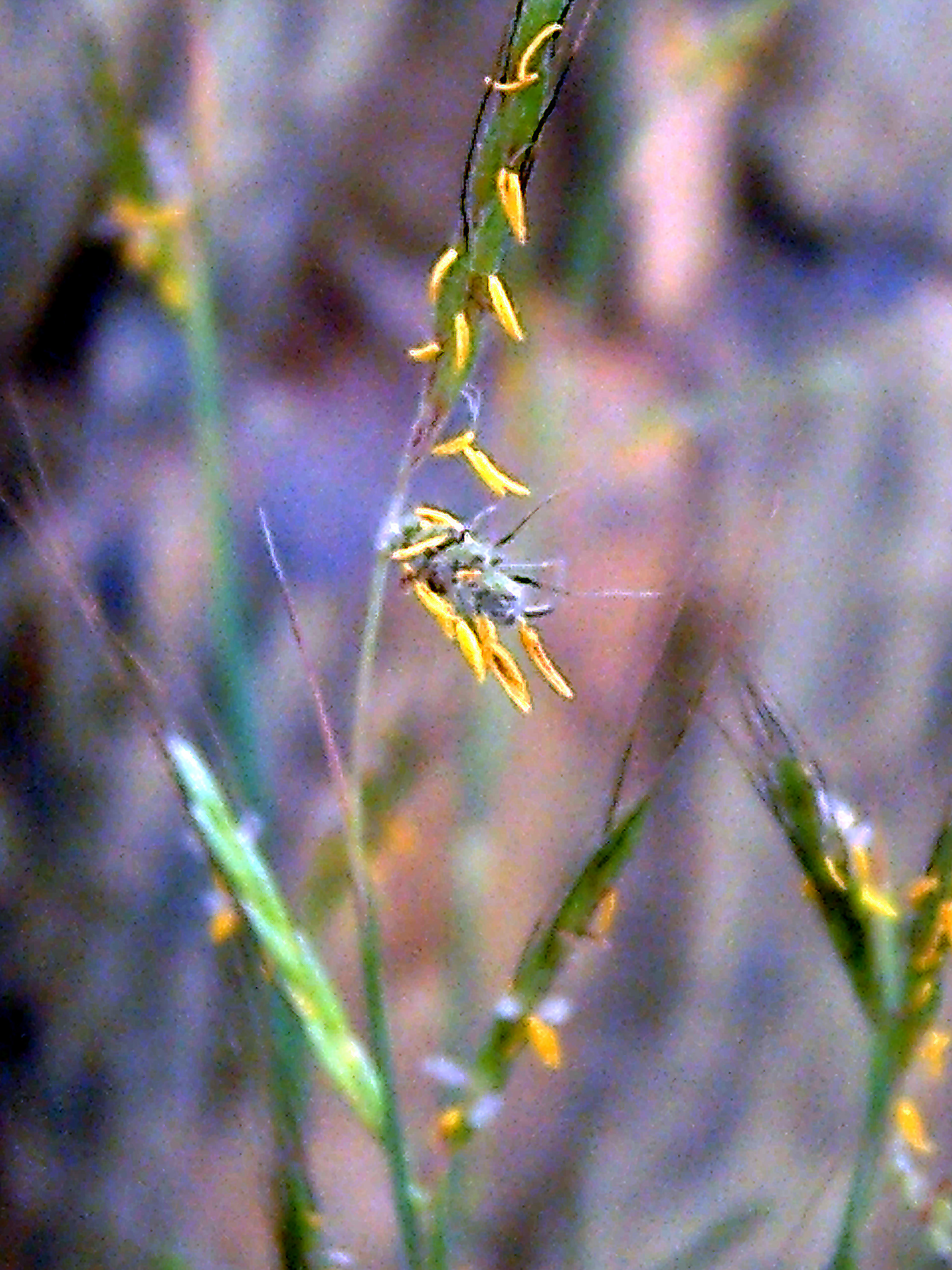
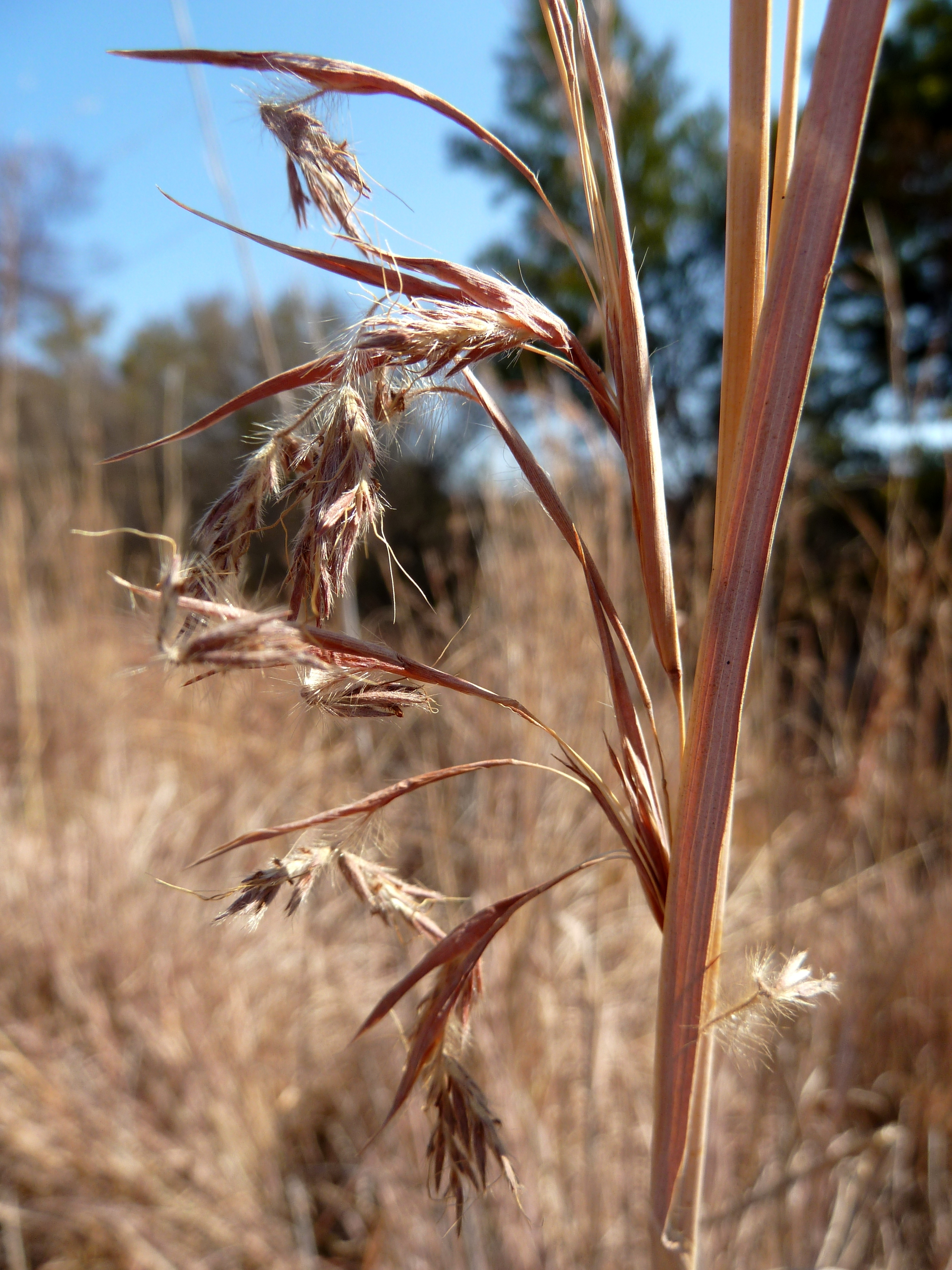